# Robert Bolt
Robert Bolt (ur. 15 sierpnia 1924 w Sale, zm. 21 lutego 1995 w Petersfield) – brytyjski dramaturg i scenarzysta filmowy. Zasłynął jako autor scenariuszy do kostiumowych superprodukcji brytyjskiego kina lat 60. XX w.: Lawrence z Arabii (1962), Doktor Żywago (1965) i Oto jest głowa zdrajcy (1966). Za scenariusze do dwóch ostatnich filmów otrzymał Oscara.

## Filmografia

### scenarzysta
- 1962: Lawrence z Arabii
- 1965: Doktor Żywago
- 1966: Oto jest głowa zdrajcy
- 1972: Lady Caroline Lamb
- 1984: Bunt na Bounty
- 1986: Misja
- 1991: Without Warning: The James Brady Story

## Nagrody i nominacje
Został uhonorowany nagrodą NYFCC, dwukrotnie Oscarem dwukrotnie nagrodą BAFTA, trzykrotnie nagrodą Złotego Globu, a także otrzymał nominację do Oscara, nagrody BAFTA i nagrody Emmy.